# Під Верховиною (заказник)
Під Верхо́виною — гідрологічний заказник місцевого значення в Україні. Розташований у межах Рогатинської міської громади Івано-Франківського району Івано-Франківської області, на північ від села Загір'я.
Площа 27 га. Статус надано згідно з рішенням обласної ради від 28.12.1999 року № 237–11/99. Перебуває у віданні Княгиницької сільської ради.
Статус надано з метою збереження болотно-лучного масиву в долині річки Свірж. Серед трав'яного покриву трапляються рідкісні види.